# Samtidsarkeologi
Samtidsarkeologi är en gren inom arkeologi som är inriktad på nutida eller mycket nyligen förflutna företeelser, ofta från 1900-talet och framåt. Till skillnad från traditionell arkeologi, som främst fokuserar på äldre historiska perioder, riktar samtidsarkeologin in sig på materiella spår från samtiden, alltså vår egen eller nyligen förgångna vardag.
Samtidsarkeologer undersöker t.ex. övergivna byggnader, ruiner och industriområden. Skräp, sopor och konsumtionsvanor - exempelvis Tuscon Garbage Project i USA på 70-talet. Minnesmärken, graffitikonst eller spontana minnesplatser (t.ex. vid olycksplatser). Platser kopplade till migration, krig, protester eller miljöförändringar. Digitala spår och teknikens materiella kultur.
Samtidsarkeologi handlar inte bara om att dokumentera föremål, det är ofta kritiskt, politiskt och samhällsreflekterande. Det används bland annat för att synliggöra marginaliserade grupper, som hemlösa eller migranter och för att kritiskt granska vår samtid, konsumtionssamhället eller klimatförändringar, samt utforska hur historia skapas i nuet, t.ex. hur minnen och platser konstrueras.
Exempel på samtidsarkeologiska projekt är arkeologiska studier av Berlinmurens rester, fältarbete i övergivna flyktingläger, granskning av sopor från urbana miljöer, undersökningar av kalla krigets bunkrar eller militära anläggningar.